# Mauritiusente
Die Mauritiusente (Anas theodori) ist eine ausgestorbene Entenart, die auf Mauritius und vermutlich auch auf Réunion vorkam. Das Artepitheton ehrt den französischen Naturforscher Théodore Sauzier, der die subfossilen Überreste in der Fossillagerstätte Mare aux Songes entdeckt hatte. Das Typusmaterial besteht aus einem Brustbeinfragment, zwei Coracoiden, acht Oberarmknochen sowie zwei Tarsometatarsi, die in einem schlechten Zustand sind. Alle Knochen dieser Art sind bedeutend größer als die entsprechenden Knochen der Schmuckzwergente (Nettapus auripus), der Bernierente (Anas bernieri) und der Wanderpfeifgans (Dendrocygna arcuata), aber kürzer als die Knochen der Madagaskarente (Anas melleri). Die Brustbeinleiste ist kürzer als bei der Wanderpfeifgans und bei der Madagaskarente. Die Länge des Coracoides beträgt 42 mm und die der Oberarmknochen variiert zwischen 70 und 78 mm. Der rechte Tarsometatarsus misst 42 mm und legt nahe, dass die Mauritiusente kleinere Füße hatte als die Madagaskarente. Bei späteren Ausgrabungen auf Mauritius und Réunion wurden weitere Brustbeine, Tarsometatarsi sowie ein Carpometacarpus und ein Schädelfragment zu Tage gefördert.

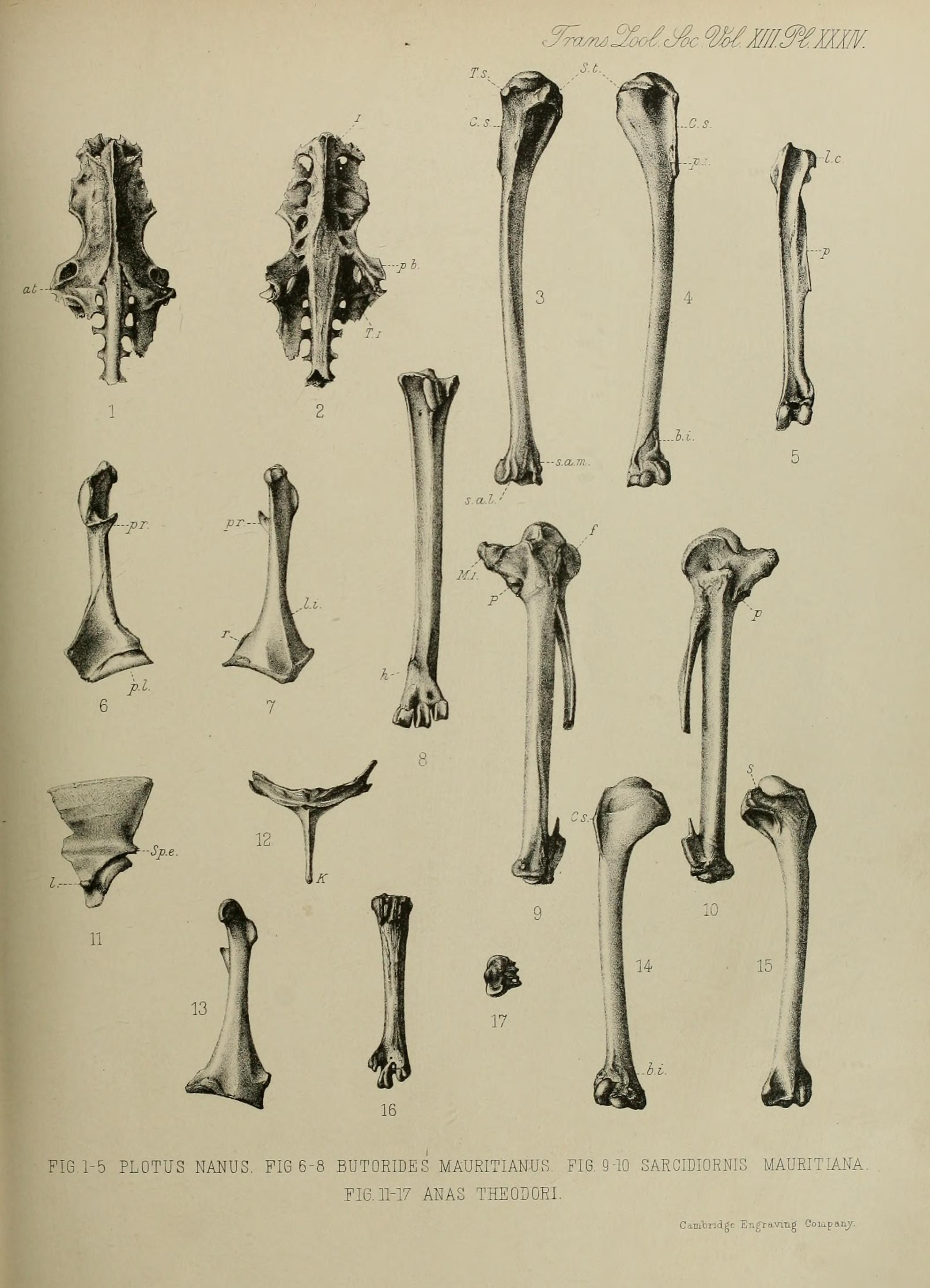
Illustration der fossilen Knochen der Mauritiusente

Historische Aufzeichnungen, die sich auf die Mauritiusente beziehen, gibt es nur wenige. So berichtete der mauritische Gouverneur Issac Johannes Lamotius im Jahre 1681, dass auf den Teichen in den Wäldern große Mengen von Flamingos, Enten und Gänsen vorkamen. 1693 wurde die Mauritiusente von François Leguat bereits als selten beschrieben. 1696 erwähnte Lamotius’ Nachfolger Roelof Deodati zum letzten Mal Enten auf Mauritius. Auch über Enten auf Réunion, die vermutlich diese Art repräsentierten, gibt es verschiedene Berichte. 1710 schrieb Antoine Desforges-Boucher, Gouverneur von Réunion von 1723 bis 1725, dass von den einst unzähligen Flamingos, Tauben, Teichhühnern, Gänsen, Enten, Lerchen, Schnepfen, Drosseln, Kiebitzen und Raben nur ein kleiner Rest der unersättlichen Gier der Siedler entgangen war.